# 日高拓殖鉄道D形蒸気機関車
D形は、かつて日高拓殖鉄道（現在の北海道旅客鉄道日高本線の一部）に在籍した、特殊狭軌線用テンダ式蒸気機関車である。

## 概要
日高拓殖鉄道により、1923年（大正12年）に2両および1925年（大正14年）に1両の計3両が北海道小樽市の橋本鉄工所（後の東亜車輛）で製造された。日高拓殖鉄道では、D形（1 - 3）と称したが、1927年（昭和2年）8月1日の国有化にともない鉄道省籍となり、ケ510形（ケ510 - ケ512）と改番された。形式がD形とされたのは、直通運転を行った苫小牧軽便鉄道の続きとしたもので、同社との関係の深さがうかがわれる。
形態は、飽和式2気筒単式の車軸配置0-6-0(C)形10トン級機関車で、炭水車は二軸である。この機関車は、ポーター製のB1形（後の鉄道省ケ500形）を模倣したもので、基本寸法の大部分はそれに倣っている。ただし、シリンダ直径を1/2インチ太くし、出力を増大するとともに、砂箱と蒸気ドーム前方に移し、ドームが外に露出している。
前述したように、本形式は苫小牧軽便鉄道の機関車と混用された。国有化後は1,067mm軌間への改軌工事が行われ、1931年（昭和6年）11月10日に完成した。これにより、本形式は同年12月に廃車された。譲渡されたものはないが、1942年（昭和17年）に同形機が2両製造され、王子製紙専用鉄道（山線）の4（2代）、5（2代）とされている。

## 主要諸元
- 全長：9,392mm
- 全高：2,937mm
- 軌間：762mm
- 車軸配置：0-6-0(C)
- 動輪直径：711mm
- 弁装置：スチーブンソン式アメリカ形
- シリンダー（直径×行程）：216mm×356mm
- ボイラー圧力：9.8kg/cm2
- 火格子面積：0.53m2
- 全伝熱面積：19.13m2
- 機関車運転整備重量：10.2t
- 炭水車整備重量：5.0t
- 水タンク容量：2.73m3
- 燃料積載量：1.20t
- 機関車性能
  - シリンダ引張力（0.85P）：1,950kg
- ブレーキ方式：手ブレーキ